# پینونگ، استرالیای جنوبی
پینونگ (به انگلیسی: Penong) یک شهرک در استرالیا است که در استرالیای جنوبی واقع شده‌است.